# (13396) Midavaine
(13396) Midavaine (1999 RU38) – planetoida z pasa głównego asteroid okrążająca Słońce w ciągu 4,18 lat w średniej odległości 2,59 j.a. Odkryta 11 września 1999 roku.